# Phim siêu anh hùng

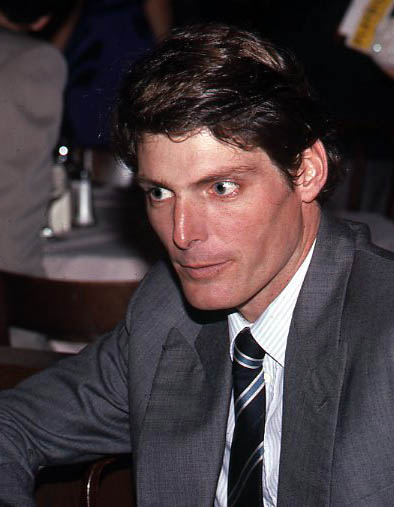
Nam diễn viên Christopher Reeve, người thủ vai nhân vật Superman trong loạt phim cùng tên trong thập niên 1970 và 1980.

Phim siêu anh hùng (tiếng Anh: superhero film, superhero movie hoặc superhero motion picture) là một bộ phim tập trung vào những hành động của một hoặc nhiều siêu anh hùng: những cá nhân thường có các khả năng siêu phàm so với người bình thường và hi sinh mình để bảo vệ người dân. Những bộ phim thuộc thể loại này có yếu tố đặc trưng là hành động, kỳ ảo hoặc khoa học viễn tưởng, với bộ phim đầu tiên về một nhân vật cụ thể thường bao gồm sự tập trung vào nguồn gốc của năng lực đặc biệt và cuộc chiến đầu tiên chống lại siêu phản diện hoặc kẻ thù không đội trời chung nổi tiếng nhất của nhân vật.
Hầu hết những phim siêu anh hùng thường dựa trên các tác phẩm truyện tranh siêu anh hùng. Ngoài ra, một số phim như loạt phim RoboCop, The Meteor Man, bộ ba phim Gia đình siêu nhân thì đều có kịch bản nguyên gốc, trong khi phim Ong bắp cày xanh thì chủ yếu dựa trên loạt truyện trên Radio và phiên bản phim truyền hình vào những năm 1960.
Sau một khoảng thời gian thất bại, từ những năm 2000, thể loại phim này bắt đầu trở lại và thống trị màn ảnh trên toàn thế giới. Những phim siêu anh hùng thành công và đáng nhớ nhất là loạt phim X-men của hãng Fox Studio, Người Nhện của đạo diễn Sam Raimi, loạt phim Người Dơi của đạo diễn Christopher Nolan, Người Sắt trong Marvel và Siêu Nhân của DC. Dẫn đầu về thương mại đã giúp phim siêu anh hùng đón nhận những hỗ trợ nhiệt thành từ các nhà phê bình phim, trong đó có cả các Giải thưởng Viện Hàn lâm.
Tại Nhật Bản cũng có một số dòng phim siêu anh hùng nổi tiếng như Kamen Rider series, Metal Hero của Toei hay Ultraman của Tsuburaya Productions. Dòng phim Super Sentai của Toei đã được Saban mua lại bản quyền và chuyển thể thành loạt phim nổi tiếng Power Rangers.